# Magenta (norweski zespół muzyczny)
Magenta – norweski rockowy zespół muzyczny, założony w 1995 przez Andersa Oddena i wokalistkę Vilde Lockert.
Zespół nagrał m.in. płytę CD Little Girl Lost (2003), na której wystąpił gościnnie norweski muzyk Kristoffer Rygg w trzech utworach: „I need my Love”, „Vandalistvirgin” i „Mermaid”.

## Muzycy
- Vilde Lockert – śpiew
- Anders Odden – gitara, gitara basowa, instrumenty klawiszowe, oprogramowanie, śpiew
- Daniel Hill – gitara, gitara basowa, śpiew

## Dyskografia
- Periode (1998, Tatra)[1]
- Little Girl Lost (2002, Re:Pop)[2]
- Art And Accidents (2009, All This & Music Too)[3]
- Songs For The Dead (2015, Cleopatra)[4]